# Wladimir Iwanowitsch Belski

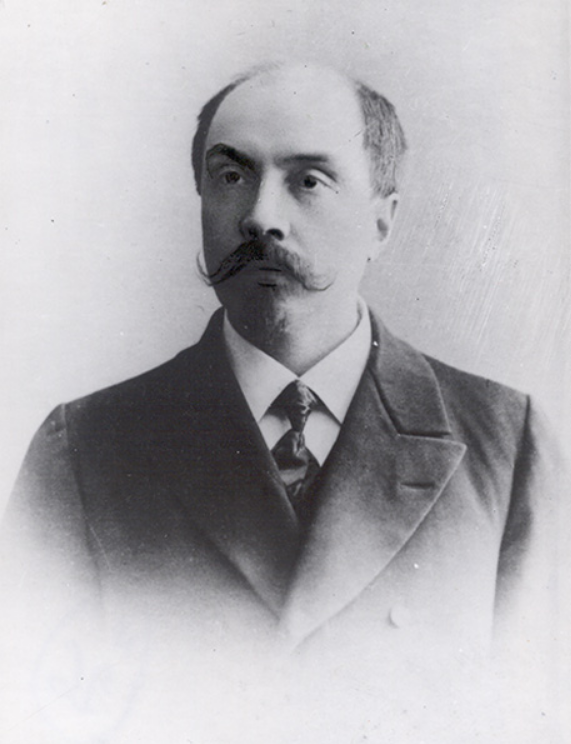
Wladimir Belski, ca. 1900

Wladimir Iwanowitsch Belski (russisch Владимир Иванович Бельский; * 2. Apriljul. / 14. April 1866greg. in Trakai; † 28. Februar 1946 in Heidelberg) war ein russischer Librettist.

## Leben und Werk
Belski, „literarisch und philosophisch umfassend gebildet“, galt als „Kenner der russischen Literatur“ und war ein enger Freund und Vertrauter des russischen Opernkomponisten Nikolaj Rimski-Korsakow. Für diesen schuf er die Libretti zu den Opern Skazka o care Saltane (Das Märchen vom Zaren Saltan), Skazanije o nevidimom grade Kiteže i deve Fevronii (Die Legende von der unsichtbaren Stadt Kitesch und von der Jungfrau Fewronija) und Zolotoj petušok (Der goldene Hahn).
Bei der Abfassung des Librettos zu Das Märchen vom Zaren Saltan im Jahre 1899 griff Belski auf den Originaltext des Märchens von Alexander Puschkin zurück und verwendete eine ganze Reihe Puschkinscher Originalverse.
Belskis Libretto zu Die Legende von der unsichtbaren Stadt Kitesch und von der Jungfrau Fewronija (schwerpunktmäßig 1903 und 1904 entstanden) gründete auf der christlich-eschatologischen Ethik der Legende. Belski versuchte im liturgischen Charakter des Librettos insbesondere, eine abstrakte Idee zu verherrlichen. Belski gestaltete sein Libretto ausgehend vom Gedanken der Flucht aus den weltlichen Nöten und Sorgen in einen mystischen Überschwang. Er legte insbesondere Wert auf die inneren, psychologischen Vorgänge der Figuren. Für Belski, der einem idealistischen Pantheismus verpflichtet war, stellten Gott und Welt keine absolute Einheit dar. Im Verhältnis Gott und Welt räumte er Gott dem Vorrang ein. Von Rimski-Korsakow forderte er in der Komposition einen „mystischen Schrecken“. Dieser Ansatz stieß bei Rimski-Korsakow auf Widerstand, der deshalb auf textlichen Veränderungen des Librettos bestand; insbesondere forderte er von Belski eine „szenische Handlung“ und „unbedingt etwas Realismus“.
Auch im Libretto zu der Oper Der goldene Hahn verwendete Belski eine literarische Vorlage von Alexander Puschkin. Er wich jedoch sehr stark vom „psychologisierenden und moralisierenden Märchengehalt“ ab. Auch nahm er den lehrhaften Charakter der Vorlage zurück und ließ den Gang der Handlung nicht durch die subjektive Perspektive bestimmen. Belski befürchtete insbesondere, dass eine zu stark possenhafte und komödiantische Darstellungsweise dem Werk seine eigentliche Zielrichtung nehmen würde. In seinem Vorwort zur Erstausgabe der Oper erläuterte Belski die historische Dimension des Librettos: Die Märchenfiguren werden zu „poetischen Zeichen einer antizaristischen Kritik.“
Belskis Libretto zur Oper Der goldene Hahn unterschied sich dabei von seinen anderen Libretti für Rimski-Korsakow insbesondere in der szenischen Bedeutung des Prologs. Der Prolog in Das Märchen vom Zaren Saltan hatte die Vorgeschichte geschildert. Im Libretto zu Der goldene Hahn bilden Prolog und Epilog eine Art erklärende Rahmenhandlung, die die Haupthandlung als ein „lehrreiches Spiel“ erscheinen lassen. Belski übernahm damit ein Stilmittel, das vorher bereits erfolgreich in den Opern des Verismo (Pagliacci) Anwendung gefunden hatte: das Spiel vom Theater auf dem Theater.
Zu anderen Werken schrieb er die Revisionsberichte, unter anderem zu Due concerti per organo von František Xaver Brixi und Serenate boëme/Partite e notturni von Antonín Kammel, Jiří Družecký, Xaver František und Vincenc Mašek.